# 朱履𬧉
朱履 ，字行齋，廣西桂林府臨桂縣人，明朝政治人物、賜特用宗科進士出身，靖江藩宗人，朱元璋之兄朱興隆十世孫。
崇禎十五年登進士，歷官白水知縣、李定國至，調江華知縣。與典史郭明龍、教諭黃時英撫字多勞，累遷桂柳兵備副使。